# Fase final da Copa Sul-Americana de 2018
A fase final da Copa Sul-Americana de 2018 foi disputada entre 21 de agosto a 12 de dezembro dividida em quatro fases: oitavas de final, quartas de final, semifinal e final.
As equipes disputaram jogos eliminatórios de ida e volta, classificando-se a que somasse o maior número de pontos. Em caso de igualdade em pontos, a regra do gol marcado como visitante seria utilizada para o desempate. Persistindo o empate, a vaga seria definida em disputa por pênaltis.
Nas finais, caso ocorresse igualdade em pontos e no saldo de gols, seria disputada uma prorrogação. Se ainda assim não houvesse definição do campeão, haveria disputa por pênaltis.

## Oitavas de final
| Chave | Equipe 1               | Total       | Equipe 2            | Ida | Volta |
| ----- | ---------------------- | ----------- | ------------------- | --- | ----- |
| A     | Santa Fe               | 0–0 (5–3 p) | Millonarios         | 0–0 | 0–0   |
| B     | Bahia                  | 3–3 (5–4 p) | Botafogo            | 2–1 | 1–2   |
| C     | San Lorenzo            | 3–3 (gf)    | Nacional            | 3–1 | 0–2   |
| D     | Junior de Barranquilla | 2–1         | Colón               | 1–0 | 1–1   |
| E     | Defensa y Justicia     | 2–0         | Banfield            | 0–0 | 2–0   |
| F     | Deportivo Cuenca       | 0–4         | Fluminense          | 0–2 | 0–2   |
| G     | Caracas                | 1–4         | Atlético Paranaense | 0–2 | 1–2   |
| H     | LDU Quito              | 1–1 (1–3 p) | Deportivo Cali      | 1–0 | 0–1   |

### Chave A
| 18 de setembro | Santa Fe | 0 – 0     | Millonarios | Estádio El Campín, Bogotá                                          |
| 19:45 (UTC−5)  |          | Relatório |             | Público: 25 000[carece de fontes?] Árbitro: ARG Fernando Rapallini |

| 2 de outubro  | Millonarios | 0 – 0     | Santa Fe | Estádio El Campín, Bogotá                                     |
| 19:45 (UTC−5) |             | Relatório |          | Público: 30 000[carece de fontes?] Árbitro: BRA Raphael Claus |

|                                   |       | Penalidades                               |  |
| Cadavid Domínguez Hauche Quiñónes | 3 – 5 | Morelo Guastavino Salazar Gordillo Zapata |  |

0–0 no placar agregado, Santa Fe venceu por 5–3 na disputa de pênaltis.

### Chave B
| 20 de setembro | Bahia                    | 2 – 1     | Botafogo           | Arena Fonte Nova, Salvador              |
| 21:45 (UTC−3)  | Ramires 4' · Clayton 59' | Relatório | Rodrigo Pimpão 61' | Público: 13 725 Árbitro: CHI Piero Maza |

| 3 de outubro  | Botafogo                               | 2 – 1     | Bahia            | Estádio Nilton Santos, Rio de Janeiro       |
| 21:45 (UTC−3) | Rodrigo Pimpão 25' · Luiz Fernando 39' | Relatório | Edigar Junio 32' | Público: 30 234 Árbitro: ARG Germán Delfino |

|                                                         |       | Penalidades                                      |  |
| Rodrigo Lindoso Aguirre Marcinho Kieza Renatinho Moisés | 4 – 5 | Gilberto Zé Rafael Jackson Allione Nílton Flávio |  |

3–3 no placar agregado, Bahia venceu por 5–4 na disputa de pênaltis.

### Chave C
| 22 de agosto  | San Lorenzo                                  | 3 – 1     | Nacional            | Estádio Nuevo Gasómetro, Buenos Aires                         |
| 19:30 (UTC−3) | Erramuspe 18' (g.c.) · Blandi 32', 79' (pen) | Relatório | Bergessio 69' (pen) | Público: 20 000[carece de fontes?] Árbitro: BRA Raphael Claus |

| 25 de setembro | Nacional                   | 2 – 0     | San Lorenzo | Estádio Gran Parque Central, Montevidéu                       |
| 21:15 (UTC−3)  | Zunino 10' · Bergessio 54' | Relatório |             | Público: 30 000[carece de fontes?] Árbitro: COL Wilmar Roldán |

3–3 no placar agregado, Nacional avançou pela regra do gol fora de casa.

### Chave D
| 26 de setembro | Junior de Barranquilla | 1 – 0     | Colón | Estádio Metropolitano, Barranquilla                        |
| 19:15 (UTC−5)  | Barrera 71'            | Relatório |       | Público: 6 633[carece de fontes?] Árbitro: ECU Carlos Orbe |

| 4 de outubro  | Colón        | 1 – 1     | Junior de Barranquilla | Estádio Cementerio de Elefantes, Santa Fé                  |
| 19:30 (UTC−3) | Fritzler 74' | Relatório | Moreno 81'             | Público: 40 000[carece de fontes?] Árbitro: PER Diego Haro |

Junior Barranquilla venceu por 2–1 no placar agregado.

### Chave E
| 21 de agosto  | Defensa y Justicia | 0 – 0     | Banfield | Estádio Norberto Tomaghello, Florencio Varela                  |
| 19:30 (UTC−3) |                    | Relatório |          | Público: 20 000[carece de fontes?] Árbitro: VEN Alexis Herrera |

| 27 de setembro | Banfield | 0 – 2     | Defensa y Justicia          | Estádio Florencio Sola, Banfield                                 |
| 21:15 (UTC−3)  |          | Relatório | Barboza 74' · Aliseda 90+4' | Público: 10 000[carece de fontes?] Árbitro: URU Esteban Ostojich |

Defensa y Justicia venceu por 2–0 no placar agregado.

### Chave F
| 20 de setembro | Deportivo Cuenca | 0 – 2     | Fluminense                 | Estádio Casa Blanca, Quito                                     |
| 17:30 (UTC−5)  |                  | Relatório | Everaldo 22' · Luciano 83' | Público: 18 000[carece de fontes?] Árbitro: VEN Alexis Herrera |

| 4 de outubro  | Fluminense              | 2 – 0     | Deportivo Cuenca | Estádio do Maracanã, Rio de Janeiro       |
| 19:30 (UTC−3) | Digão 33' · Richard 75' | Relatório |                  | Público: 39 157 Árbitro: COL Andrés Rojas |

Fluminense venceu por 4–0 no placar agregado.

### Chave G
| 19 de setembro | Caracas | 0 – 2     | Atlético Paranaense    | Estádio Olímpico da UCV, Caracas                             |
| 18:30 (UTC−4)  |         | Relatório | Raphael Veiga 41', 72' | Público: 12 490[carece de fontes?] Árbitro: COL Andrés Rojas |

| 3 de outubro  | Atlético Paranaense                 | 2 – 1     | Caracas    | Arena da Baixada, Curitiba                                       |
| 19:30 (UTC−3) | Marcelo Cirino 30' · Renan Lodi 57' | Relatório | Garcés 48' | Público: 13 032[carece de fontes?] Árbitro: PER Michael Espinoza |

Atlético Paranaense venceu por 4–1 no placar agregado.

### Chave H
| 22 de agosto  | LDU Quito    | 1 – 0     | Deportivo Cali | Estádio Casa Blanca, Quito                                       |
| 19:45 (UTC−5) | A. Julio 23' | Relatório |                | Público: 16 649[carece de fontes?] Árbitro: URU Esteban Ostojich |

| 19 de setembro | Deportivo Cali | 1 – 0     | LDU Quito | Estádio Deportivo Cali, Palmira                            |
| 19:45 (UTC−5)  | Sand 44'       | Relatório |           | Público: 18 627[carece de fontes?] Árbitro: PER Diego Haro |

|                                   |       | Penalidades                      |  |
| Pérez Torres Giraldo Caicedo Sand | 3 – 1 | Guerrero Rodríguez Orejuela Cruz |  |

1–1 no placar agregado, Deportivo Cali venceu por 3–1 na disputa de pênaltis.

## Quartas de final
| Chave | Equipe 1               | Total       | Equipe 2            | Ida | Volta |
| ----- | ---------------------- | ----------- | ------------------- | --- | ----- |
| S1    | Santa Fe               | 3–2         | Deportivo Cali      | 1–1 | 2–1   |
| S2    | Bahia                  | 1–1 (1–4 p) | Atlético Paranaense | 0–1 | 1–0   |
| S3    | Fluminense             | 2–1         | Nacional            | 1–1 | 1–0   |
| S4    | Junior de Barranquilla | 3–3 (gf)    | Defensa y Justicia  | 2–0 | 1–3   |

### Chave S1
| 23 de outubro | Santa Fe         | 1 – 1     | Deportivo Cali | Estádio El Campín, Bogotá                                      |
| 19:45 (UTC−5) | Morelo 45' (pen) | Relatório | Palomeque 32'  | Público: 25 000[carece de fontes?] Árbitro: ECU Roddy Zambrano |

| 30 de outubro | Deportivo Cali | 1 – 2     | Santa Fe                          | Estádio Deportivo Cali, Palmira                                 |
| 19:45 (UTC−5) | Benedetti 72'  | Relatório | Morelo 15' (pen) · Guastavino 16' | Público: 15 000[carece de fontes?] Árbitro: PER Víctor Carrillo |

Santa Fe venceu por 3–2 no placar agregado.

### Chave S2
| 24 de outubro | Bahia | 0 – 1     | Atlético Paranaense | Arena Fonte Nova, Salvador                      |
| 21:45 (UTC−3) |       | Relatório | Pablo 66'           | Público: 23 641 Árbitro: ARG Fernando Rapallini |

| 31 de outubro | Atlético Paranaense | 0 – 1     | Bahia                | Arena da Baixada, Curitiba                                 |
| 21:45 (UTC−3) |                     | Relatório | Douglas Grolli 45+1' | Público: 21 977[carece de fontes?] Árbitro: PER Diego Haro |

|                                       |       | Penalidades                     |  |
| Jonathan Raphael Veiga González Pablo | 4 – 1 | Vinícius Zé Rafael Edigar Junio |  |

1–1 no placar agregado, Atlético Paranaense venceu por 4–1 na disputa de pênaltis.

### Chave S3
| 24 de outubro | Fluminense | 1 – 1     | Nacional   | Estádio Nilton Santos, Rio de Janeiro         |
| 19:30 (UTC−3) | Gum 17'    | Relatório | Zunino 87' | Público: 20 415 Árbitro: ARG Patricio Loustau |

| 31 de outubro | Nacional | 0 – 1     | Fluminense  | Estádio Gran Parque Central, Montevidéu                       |
| 19:30 (UTC−3) |          | Relatório | Luciano 48' | Público: 32 000[carece de fontes?] Árbitro: CHI Roberto Tobar |

Fluminense venceu por 2–1 no placar agregado.

### Chave S4
| 25 de outubro | Junior de Barranquilla       | 2 – 0     | Defensa y Justicia | Estádio Metropolitano, Barranquilla                             |
| 19:45 (UTC−5) | Díaz 74' · Pérez 90+2' (pen) | Relatório |                    | Público: 13 331[carece de fontes?] Árbitro: BRA Ricardo Marques |

| 1 de novembro | Defensa y Justicia               | 3 – 1     | Junior de Barranquilla | Estádio Libertadores de América, Avellaneda                  |
| 21:45 (UTC−3) | Miranda 18' · Fernández 28', 53' | Relatório | Díaz 71'               | Público: 8 000[carece de fontes?] Árbitro: BRA Raphael Claus |

3–3 no placar agregado, Junior Barranquilla avançou pela regra do gol fora de casa.

## Semifinais
| Chave | Equipe 1            | Total | Equipe 2               | Ida | Volta |
| ----- | ------------------- | ----- | ---------------------- | --- | ----- |
| F1    | Santa Fe            | 0–3   | Junior de Barranquilla | 0–2 | 0–1   |
| F2    | Atlético Paranaense | 4–0   | Fluminense             | 2–0 | 2–0   |

### Chave F1
| 8 de novembro | Santa Fe | 0 – 2     | Junior de Barranquilla         | Estádio El Campín, Bogotá                                        |
| 19:45 (UTC−5) |          | Relatório | Gutiérrez 39' · Piedrahita 47' | Público: 25 000[carece de fontes?] Árbitro: URU Esteban Ostojich |

| 29 de novembro | Junior de Barranquilla | 1 – 0     | Santa Fe | Estádio Metropolitano, Barranquilla                              |
| 19:45 (UTC−5)  | Gutiérrez 22'          | Relatório |          | Público: 31 600[carece de fontes?] Árbitro: ARG Patricio Loustau |

Junior Barranquilla venceu por 3–0 no placar agregado.

### Chave F2
| 7 de novembro | Atlético Paranaense       | 2 – 0     | Fluminense | Arena da Baixada, Curitiba                  |
| 21:45 (UTC−2) | Renan Lodi 19' · Rony 77' | Relatório |            | Público: 28 403 Árbitro: ECU Roddy Zambrano |

| 28 de novembro | Fluminense | 0 – 2     | Atlético Paranaense            | Estádio do Maracanã, Rio de Janeiro         |
| 21:45 (UTC−2)  |            | Relatório | Nikão 4' · Bruno Guimarães 54' | Público: 37 208 Árbitro: CHI Julio Bascuñán |

Atlético Paranaense venceu por 4–0 no placar agregado.

## Final
O campeão terá o direito de participar da Copa Libertadores da América de 2019, além de disputar a Recopa Sul-Americana e a Copa Suruga Bank do ano seguinte.
| 5 de dezembro | Junior de Barranquilla | 1 – 1     | Atlético Paranaense | Estádio Metropolitano, Barranquilla     |
| 19:45 (UTC−5) | González 52'           | Relatório | Pablo 50'           | Público: 38 094 Árbitro: PER Diego Haro |

| 12 de dezembro | Atlético Paranaense | 1 – 1 (pro) | Junior de Barranquilla | Arena da Baixada, Curitiba                 |
| 21:45 (UTC−2)  | Pablo 26'           | Relatório   | Gutiérrez 57'          | Público: 40 263 Árbitro: CHI Roberto Tobar |

|                                                         |       | Penalidades                           |  |
| Jonathan Raphael Veiga Bérgson Renan Lodi Thiago Heleno | 4 – 3 | Narváez Fuentes Pérez Gutiérrez Viera |  |